# NGC 1896
NGC 1896 — рассеянное звёздное скопление в созвездии Возничего. Открыта Уильямом Гершелем 16 января 1786 года; Гершель описал этот объект как «скопление грубо и неравномерно разбросанных довольно крупных звёзд». Описание Дрейера: «очень крупное, рассеянное, богатое звёздами скопление, содержит звёзды от 9-й до 12-й величин».
Этот объект входит в число перечисленных в оригинальной редакции «Нового общего каталога».
На фотографии DSS видно нерегулярное скопление более ярких звёзд в умеренно богатом звёздном поле. При наблюдении в любительский телескоп это скопление хорошо видно при среднем увеличении как несколько разбросанная, но хорошо различимая группа из двадцати с лишним звёзд с довольно широким диапазоном блеска. В первом издании «Уранометрии 2000.0» скопление не было идентифицировано, но оно совпадает с небольшим треугольником звёзд, нанесённым между Бетой Тельца и звёздным скоплением Be19.